# Tinubu-torget

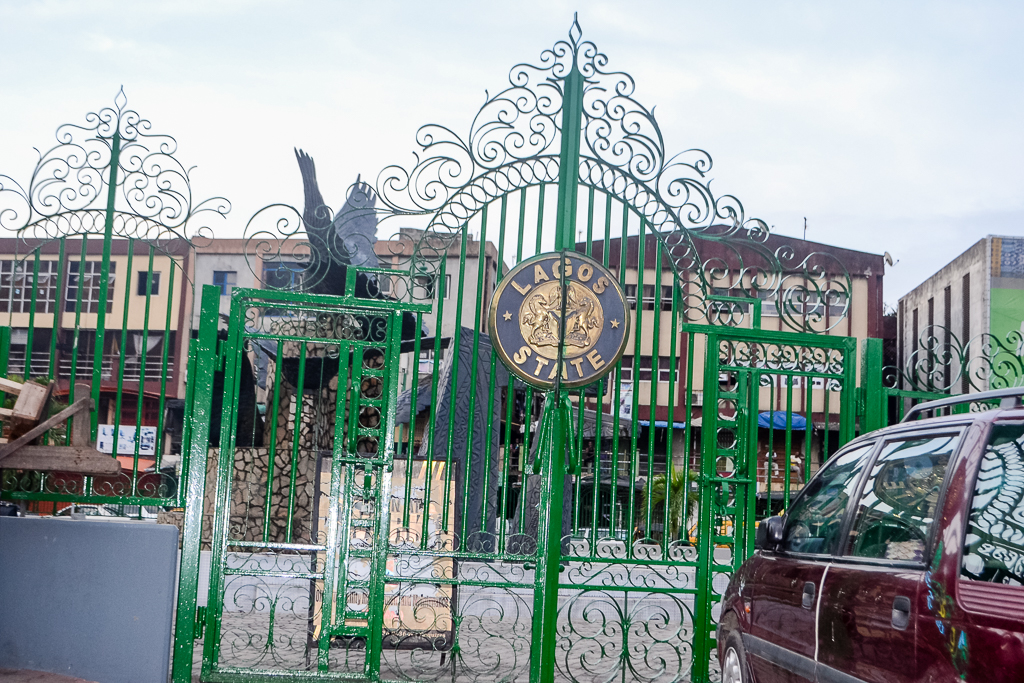
Ingång

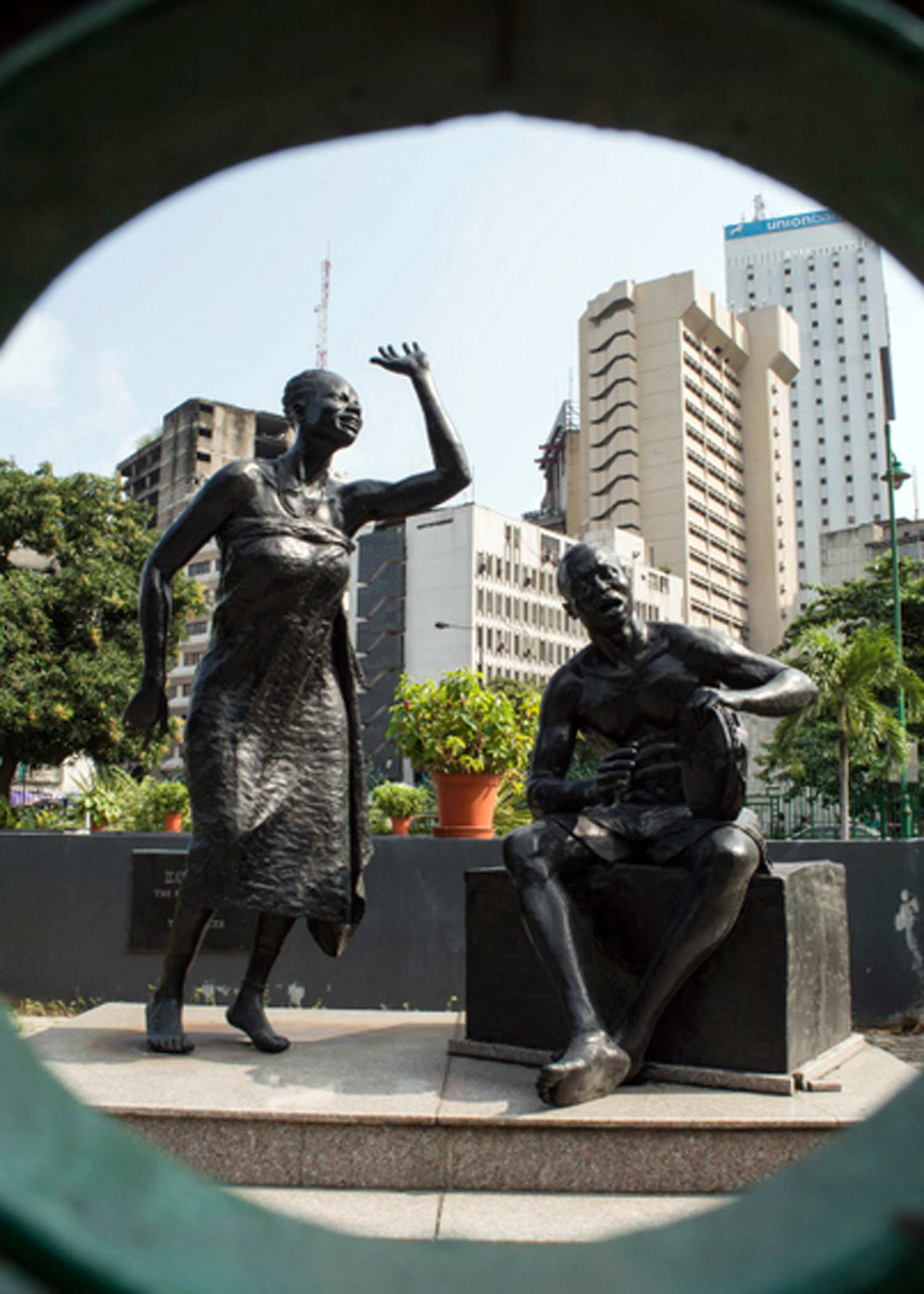
Staty på torget

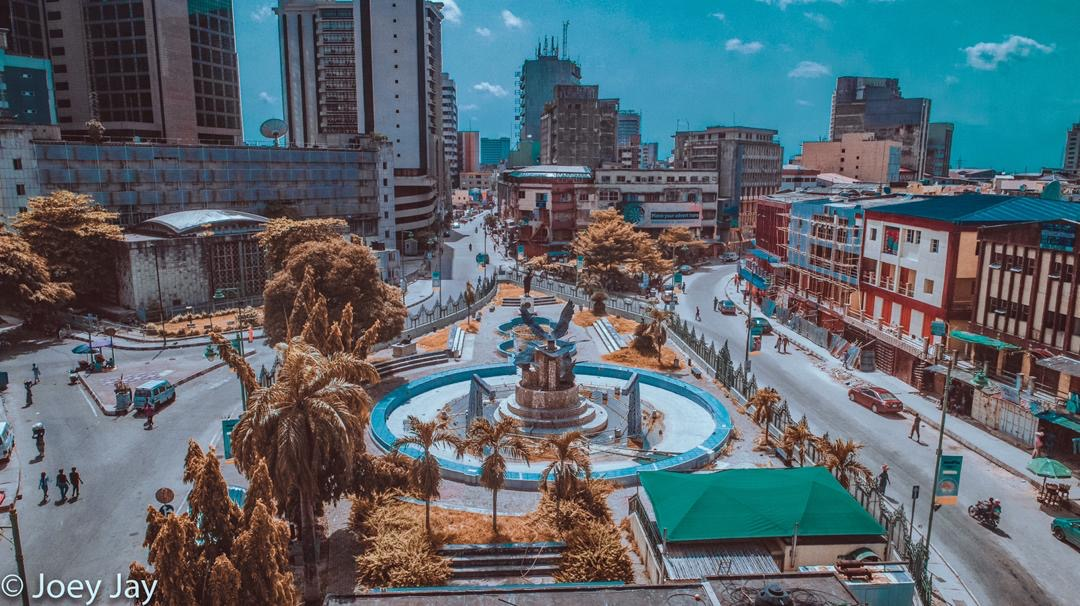
Torget sett ovanifrån.

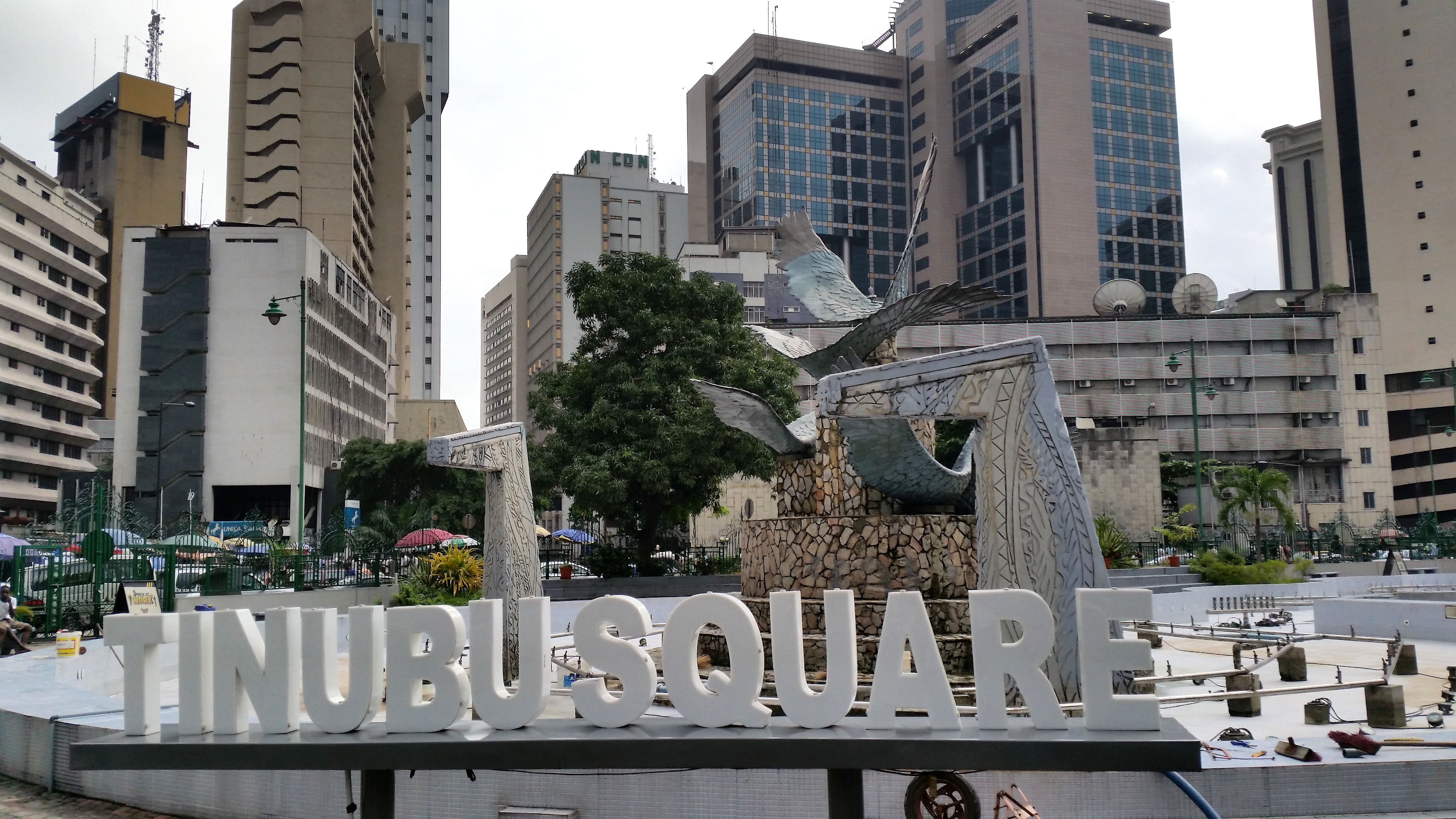
Torget 2014

Tinubu-torget är ett torg i Lagos, Nigerias huvudstad. Torget är namngett efter Madame Efunroye Tinubu (1805-1887) som tros ha skänkt torget som en gåva. På torget står idag flera olika skulpturer och en fontän. Tinubu-torget har en yta på över 2000 kvadratmeter.

## Historia
Runt år 1890 byggdes Nigerias första domstol vid torget. Den ersattes dock 1918 med en en annan domstol. 1960 skänkte det libanesiska samfundet i Lagos en stor fontän till torget som en present för att symbolisera Nigerias självständighet.

## Byggen och skulpturer
Den första byggnaden på torget var domstolen, som revs för att lämna plats till den stora fontänen. Ännu ett bygge finns uppfört för att fira Nigerias självständighet, frihetsvingarna. På torget finns dessutom ett minnesmärke till Madam Efunroye Tinubu och en staty av henne. Dessutom finns en bronsskulptur märkt "Knowledge is power" och en skulptur vars namn är "Kokoro", båda gjorda av konstnären Kenny Adamson.